# 23 هـ
23 هـ هي سنة في التقويم الهجري امتدت مقابلةً في التقويم الميلادي بين سنتي 643 و644.

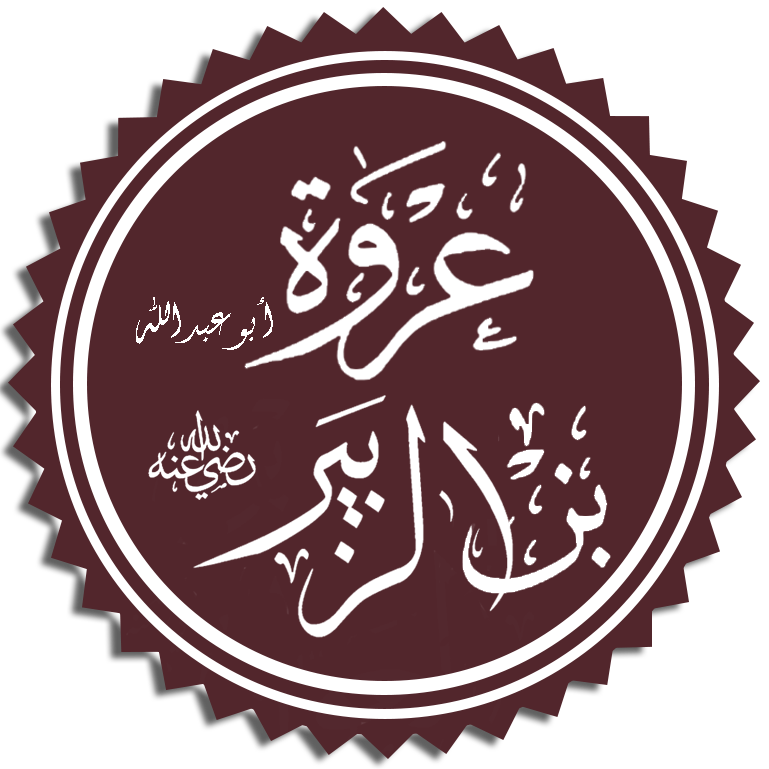
عروة بن الزبير

## أحداث
- اكتمال فتح الإمبراطورية الفارسية
- عثمان بن عفان يتولى الخلافة بعد استشهاد عمر بن الخطاب.

## مواليد
- عمر بن أبي ربيعة
- عروة بن الزبير

## وفيات
- عمر بن الخطاب رضي الله عنه، ثاني الخلفاء الراشدين.
- قتادة بن النعمان الأنصاري، وهو الذي رد رسول الله - صلى الله عليه وسلم - عينه، وقيل : توفي سنة أربع وعشرين.
- الحباب بن المنذر بن الجموح الأنصاري، وهو بدري،
- عتاب بن أسيد
- قيس بن أبي العاص
- ربيعة بن الحارث بن عبد المطلب
- حمرا بنت حکم
- عمير بن عوف مولى سهيل بن عمرو، وهو بدري،
- عمير بن وهب بن خلف الجمحي، شهد أحدا
- عتبة بن مسعود أخو عبد الله بن مسعود، وهو من مهاجرة الحبشة شهد أحدا،
- عويم بن ساعدة الأنصاري، وهو عقبي بدري
- سهيل بن رافع الأنصاري، شهد بدرا.
- مسعود بن أوس بن زيد الأنصاري، وقيل : بل عاش بعد ذلك وشهد صفين مع علي.
- واقد بن عبد الله التميمي حليف الخطاب، وهو أول من قاتل في سبيل الله في الإسلام وقتل عمرو بن الحضرمي، وكان إسلامه قبل دخول رسول الله - صلى الله عليه وسلم - دار الأرقم.
- أبو جندل بن سهيل بن عمرو
- أبو خالد الحارث بن قيس بن خالد، وكان أصابه جرح باليمامة فاندمل، ثم انتقض عليه فمات منه، وهو عقبي بدري.
- أبو خراش الهذلي الشاعر،
- غيلان بن سلمة الثقفي، أسلم وتحته عشرة نسوة.
- الصعب بن جثامة بن قيس الليثي.
- أبو لؤلؤة